# La Móngia e Sent Martin
La Móngia e Sent Martin (en francès Lamonzie-Saint-Martin) és un municipi francès situat al departament de la Dordonya i a la regió de la Nova Aquitània.

## Demografia
| 1962                                       | 1968  | 1975  | 1982  | 1990  | 1999  | 2007  |
| ------------------------------------------ | ----- | ----- | ----- | ----- | ----- | ----- |
| 1.173                                      | 1.235 | 1.446 | 1.612 | 2.010 | 2.065 | 2.221 |
| Des de 1962: població sense dobles comptes |       |       |       |       |       |       |

## Administració
| Període | Identitat       | Partit |
| ------- | --------------- | ------ |
| 1989-   | Bernard Fauvaud | UMP    |